# Liste von Sprengstoffanschlägen im Jahr 1983
Die Liste von Sprengstoffanschlägen im Jahr 1983 erfasst Anschläge mit Sprengladungen und anderen Spreng- und Brandvorrichtungen gegen Einrichtungen und Ansammlungen von Menschen, die im Jahr 1983 passierten. Zu den Formen zählen unter anderem Auto- und Rucksackbomben. Siehe auch Liste von Anschlägen auf Verkehrsflugzeuge.

## Liste
| Datum         | Ereignis                                                                 | Ort            | Staat                        | Tote     | Verletzte | Anmerkung, Quellen                                         |
| ------------- | ------------------------------------------------------------------------ | -------------- | ---------------------------- | -------- | --------- | ---------------------------------------------------------- |
| 28. Jan. 1983 | Anschlag mit Autobombe auf Gebäude                                       | Chtoura        | Libanon                      | 12       | 20        | [ 1 ]                                                      |
| 5. Feb. 1983  | Anschlag mit Autobombe auf PLO-Forschungszentrum                         | Beirut         | Libanon                      | 22       | 136       | [ 2 ]                                                      |
| 18. Feb. 1983 | Sprengstoffanschlag auf Regierungsgebäude                                | Bloemfontein   | Südafrika                    | 1        | 75        | [ 3 ]                                                      |
| 18. Apr. 1983 | Bombenanschlag auf die US-Botschaft in Beirut 1983                       | Beirut         | Libanon                      | 63 (+1)  | 120       | Selbstmordattentat mit sprengstoffbeladenem Lastwagen      |
| 29. Apr. 1983 | Sprengstoff- und Brandanschlag auf Dorf                                  | La Unión       | El Salvador                  | 58       | 0         | [ 5 ]                                                      |
| 29. Apr. 1983 | Anschlag mit Schusswaffen und Sprengstoff auf Brücke                     | La Unión       | El Salvador                  | 50       | 0         | [ 6 ]                                                      |
| 7. Mai 1983   | Raketenangriff auf Militärkonvoi                                         | Chinandega     | Nicaragua                    | 100      | 0         | [ 7 ]                                                      |
| 20. Mai 1983  | Anschlag mit Autobombe auf das Hauptquartier der South African Air Force | Pretoria       | Südafrika                    | 19       | 217       | [ 8 ]                                                      |
| 24. Mai 1983  | Sprengstoffanschlag auf Polizeistation                                   | Belfast        | Vereinigtes Königreich       | 0        | 15        | [ 9 ]                                                      |
| 5. Juni 1983  | Anschlag mit Sprengstoff und Schusswaffen auf Kraftwerk                  | Huambo         | Angola                       | 37       | 0         | [ 10 ]                                                     |
| 16. Juni 1983 | Sprengstoffanschlag auf Markt                                            | Istanbul       | Türkei                       | 2        | 21        | [ 11 ]                                                     |
| 22. Juni 1983 | Anschlag mit Sprengstoff und Schusswaffen auf Brücke                     | Suchitoto      | El Salvador                  | 25       | 0         | [ 12 ]                                                     |
| 11. Juli 1983 | Anschlag mit Sprengstoff und Schusswaffen auf Regierungsgebäude          | Lima           | Peru                         | 2        | 40        | [ 13 ]                                                     |
| 15. Juli 1983 | Anschlag mit Kofferbombe auf Flughafen                                   | Paris          | Frankreich                   | 8        | 55        | [ 14 ]                                                     |
| 26. Juli 1983 | Anschlag mit Landminen auf Passagierzüge                                 | Benguela       | Angola                       | 77       | 319       | [ 15 ]                                                     |
| 5. Aug. 1983  | Anschlag mit Autobombe auf Moschee                                       | Tripoli        | Libanon                      | 24       | 50        | [ 16 ]                                                     |
| 7. Aug. 1983  | Anschlag mit Autobombe auf Markt                                         | Baalbek        | Libanon                      | 35       | 133       | [ 17 ]                                                     |
| 25. Aug. 1983 | Sprengstoffanschlag auf das Französische Konsulat                        | West-Berlin    | Deutschland                  | 2        | 25        | [ 18 ]                                                     |
| 23. Sep. 1983 | Gulf Air-Flug 771                                                        |                | Vereinigte Arabische Emirate | 112      | 0         | [ 19 ]                                                     |
| 30. Sep. 1983 | Sprengstoffanschlag auf Messe                                            | Marseille      | Frankreich                   | 1        | 26        | [ 20 ]                                                     |
| 9. Okt. 1983  | Sprengstoffanschlag auf Schrein                                          | Rangun         | Myanmar                      | 20 (+1)  | 50        | [ 21 ]                                                     |
| 13. Okt. 1983 | Sprengstoffanschlag auf Kinos                                            | Delhi          | Indien                       | 8        | 48        | [ 22 ] [ 23 ]                                              |
| 13. Okt. 1983 | Granatenangriff auf Versammlung                                          | Chandigarh     | Indien                       | 3        | 24        | [ 24 ]                                                     |
| 20. Okt. 1983 | Anschlag mit Schusswaffen und Sprengstoff auf Dorf                       | Ayacucho       | Peru                         | 10       | 20        | [ 25 ]                                                     |
| 23. Okt. 1983 | Anschlag auf den US-Stützpunkt in Beirut 1983                            | Beirut         | Libanon                      | 305 (+2) | 75        | Selbstmordattentat mit zwei sprengstoffbeladenen Lastwagen |
| 1. Nov. 1983  | Sprengstoffanschlag auf Fachhochschule                                   | Belfast        | Vereinigtes Königreich       | 2        | 33        | [ 26 ]                                                     |
| 4. Nov. 1983  | Bombenanschläge von Tyros                                                | Tyros          | Libanon                      | 89+      | 55        |                                                            |
| 7. Nov. 1983  | Sprengstoffanschlag auf Bahnhof                                          | Assam          | Indien                       | 14       | 60        | [ 27 ]                                                     |
| 14. Nov. 1983 | Sprengstoffanschlag auf Regierungsgebäude                                | Pointe-à-Pitre | Guadeloupe                   | 0        | 20        | [ 28 ]                                                     |
| 17. Nov. 1983 | Anschlag mit Schusswaffen und Sprengstoff auf Militärgelände             | Chinandega     | Nicaragua                    | 108      | 68        | [ 29 ]                                                     |
| 18. Nov. 1983 | Anschlag mit Schusswaffen und Raketen auf Dorf                           | Rivas          | Nicaragua                    | 8        | 20        | [ 30 ]                                                     |
| 19. Nov. 1983 | Sprengstoffanschlag auf jüdisches Restaurant                             | Paris          | Frankreich                   | 0        | 30        | [ 31 ]                                                     |
| 5. Dez. 1983  | Anschlag mit Autobombe auf Lackverdünnergeschäft                         | Beirut         | Libanon                      | 16       | 100       | [ 32 ]                                                     |
| 6. Dez. 1983  | Sprengstoffanschlag auf Bus                                              | Jerusalem      | Israel                       | 5        | 42        | [ 33 ]                                                     |
| 12. Dez. 1983 | Anschlag mit Landmine auf Militäreinheit                                 | San Marcos     | Guatemala                    | 0        | 40        | [ 34 ]                                                     |
| 12. Dez. 1983 | Anschlag mit Schusswaffen, Sprengsätzen und Landminen auf Militäreinheit | La Libertad    | Guatemala                    | 30       | 14        | [ 35 ]                                                     |
| 17. Dez. 1983 | Bombenanschlag auf Harrods                                               | London         | Vereinigtes Königreich       | 6        | 90        | [ 36 ]                                                     |
| 21. Dez. 1983 | Anschlag mit Autobombe auf französischen Militärposten                   | Beirut         | Libanon                      | 15       | 28        | [ 37 ]                                                     |
| 31. Dez. 1983 | Sprengstoffanschlag auf Bahnhof                                          | Marseille      | Frankreich                   | 2        | 34        | [ 38 ]                                                     |